# Beijing Science and Technology University Gymnasium
Beijing Science and Technology University Gymnasium (chiń. 北京科技大学体育馆) – hala widowiskowo-sportowa w Pekinie, stolicy Chin. Została wybudowana w latach 2005–2007. Może pomieścić 4000 widzów. Znajduje się w obrębie kampusu University of Science and Technology Beijing. Była jedną z aren Letnich Igrzysk Olimpijskich 2008.
Decyzję o budowie hali podjęto w październiku 2002 roku. Budowa rozpoczęła się w październiku 2005 roku i trwała dwa lata. Obiekt powstał w związku z Letnimi Igrzyskami Olimpijskimi 2008, w trakcie których obiekt był areną zawodów w judo oraz taekwondo. Następnie w hali odbyły się także zawody w koszykówce na wózkach i rugby na wózkach w ramach Letnich Igrzysk Paraolimpijskich 2008. Po igrzyskach obiekt przeszedł remont i został ponownie otwarty w 2009 roku. Główna hala obiektu posiada trybuny mieszczące około 4000 widzów (na czas igrzysk rozstawiono dodatkowe miejsca, zwiększając pojemność do 8000 widzów). Poza główną halą w budynku znajdują się również mniejsze hale do koszykówki, tenisa ziemnego i tenisa stołowego, a także 50-metrowy basen pływacki. Obiekt położony jest na terenie kampusu University of Science and Technology Beijing i służy potrzebom tej uczelni.